# Richard J. Arneson
Richard J. Arneson (* 1945) ist ein US-amerikanischer Philosoph, der als Professor an der University of California, San Diego forscht und lehrt. 2018/19 amtierte er als Präsident der American Philosophical Association (APA), Pacific Division.
Arneson machte das Bachelor-Examen 1967 an der Brown University und wurde 1975 an der University of California, Berkeley zum Ph. D. promoviert. Seine Dissertationsschrift trug den Titel John Rawls's Theory of Justice. Prüfer waren Hans Sluga und John Searle. Seit 1973 ist Arneson Hochschullehrer an der UC San Diego, seit 2008 als Distinguished Professor und seit 2011 als Inhaber des Valtz Family Chair in Philosophy. Sein Hauptinteresse gilt der Politischen Philosophie mit besonderem Augenmerk auf soziale Gerechtigkeit.